# Henri Rouart
Stanislas-Henri Rouart, més conegut simplement com a Henri Rouart (París, 1833 - París, 2 de gener de 1912), va ser un enginyer, industrial, inventor, pintor i col·leccionista d'art francès.
Era amic d'Edgar Degas, qui havia estat company d'estudis al Liceu Louis-le-Grand de París i al costat del qual va participar en la guerra francoprussiana de 1870, on va ser capità d'artilleria. Va entrar en contacte amb els pintors del grup impressionista i va participar en set de les vuit exposicions impressionistes organitzades pel grup. Prèviament, entre 1868 i 1872, havia exposat al Saló de París, l'exposició oficial anual de l'Académie des Beaux-Arts. Va ser essencialment un paisatgista, influït per la manera dels pintors de l'Escola de Barbizon, en particular Jean-François Millet i Camille Corot, de qui va rebre ensenyament. Va produir sobretot aquarel·les.
Enginyer de professió, va treballar els camps de la mecànica, la refrigeració i la metal·lúrgia. Va produir diversos invents, com un sistema de transmissió pneumàtica de trameses postals, un mètode de fabricació de gel artificial o un motor amb aletes exteriors que permetien la refrigeració.
A més d'intervenir com a pintor, Rouart també va ser important per a l'impressionisme en la seva qualitat de col·leccionista, ja que les seves compres de quadres ajudaven econòmicament els seus companys. A la seva mort, es va subhastar la seva col·lecció particular, en la qual es trobaven, a més d'obres impressionistes, teles del Greco, Goya o Poussin
Rouart va viure entre París i la localitat de La Queue-en-Brie, de la que va ser elegit alcalde el 22 de febrer de 1881. Durant el seu mandat va posar en marxa una societat de socorros mutus per a la prestació d'atenció mèdica als qui no poguessin pagar-la.
El seu fill Ernest Rouart es va casar el 1900 amb Julie Manet, filla de la pintora impressionista Berthe Morisot i d'Eugène Manet, germà del pintor Édouard Manet.